# Ho Yih Liu
Ho Yih Liu (romanización de chino simplificado:刘和義 chino tradicional:劉和義 (1956) es una botánica china, siendo especialista taxonómica en la familia de Crassulaceae, con énfasis en el género Aeonium, y otros.
En 1986, obtuvo el Ph.D. por la Universidad Estatal de Ohio.
Desarrolla actividades académicas y científicas en el Dto. de Ciencias Biológicas, de la Universidad Nacional Sun Yat-sen.

## Algunas publicaciones
- ho y. Liu, z.-r. Wang. 2007. Confirmation of two endemic Athyrium species (Woodsiaceae) in Taiwan. Am. Fern J. 97 (3): 166-173

- fu-san Chou, ho-yih Liu, chiou-rong Sheue. 2004. Boerhavia erecta L. (Nyctaginaceae), A New Adventive Plant in Taiwan (enlace roto disponible en Internet Archive; véase el historial, la primera versión y la última).. Taiwania, 49 (1): 39-43

- y.-p. Yang, ho-y. Liu, s.-y. Lu. 1997. Manual of Taiwan Vascular Plants, v. 2. The Council of Agriculture, Taipéi.

- ho y. Liu. 1989. Systematics of Aeonium (Crassulaceae). Special Publ. Natl. Mus. Nat. Sci. Taiwan 3. 102 pp.

- La abreviatura «H.Y.Liu» se emplea para indicar a Ho Yih Liu como autoridad en la descripción y clasificación científica de los vegetales.[4]